# Tiro nos Jogos Olímpicos de Verão de 2024 - Carabina de ar 10 m masculino
A competição da carabina de ar 10 m masculino do tiro nos Jogos Olímpicos de Verão de 2024 foi disputada em 28 e 29 de julho de 2024 no Centro de Tiro Esportivo, em Châteauroux. Um total de 49 atiradores de 32 Comitês Olímpicos Nacionais (CON) participaram do evento.

## Qualificação
O período de qualificação começou com o Campeonato Europeu de 2022 em Breslávia, Polônia, para os eventos de carabina. Por todo o processo, as vagas foram geralmente concedidas para os atiradores que terminassem em primeiro lugar nos Campeonatos Mundiais da Federação Internacional de Esportes de Tiro (ISSF) ou nos respectivos campeonatos continentais (África, Europa, Ásia, Oceania e Américas).
Após o término do período de qualificação, com todos os CONs recebendo a lista oficial de vagas, a ISSF verificou o Ranking Mundial em cada um dos eventos individuais de tiro. O atirador com a melhor colocação, que não tivesse classificado em nenhuma prova e cujo CON não tivesse vaga em uma prova específica, obteve uma vaga olímpica direta.

## Calendário
Horário local (UTC+2)
| Data                | Horário | Fase         |
| ------------------- | ------- | ------------ |
| 28 de julho de 2024 | 11:15   | Qualificação |
| 29 de julho de 2024 | 12:00   | Final        |

## Medalhistas
| Ouro   | CHN Sheng Lihao     |
| Prata  | SWE Victor Lindgren |
| Bronze | CRO Miran Maričić   |

## Recordes
Antes desta competição, os seguintes recordes eram estabelecidos:
| Recordes da qualificação | Recordes da qualificação | Recordes da qualificação | Recordes da qualificação | Recordes da qualificação |
| ------------------------ | ------------------------ | ------------------------ | ------------------------ | ------------------------ |
| Recorde mundial          | Sheng Lihao              | 637.9                    | Baku                     | 12 de maio de 2023       |
| Recorde olímpico         | Yang Haoran              | 632.7                    | Tóquio                   | 25 de julho de 2021      |

| Recordes da final | Recordes da final | Recordes da final | Recordes da final | Recordes da final   |
| ----------------- | ----------------- | ----------------- | ----------------- | ------------------- |
| Recorde mundial   | Sheng Lihao       | 254.5             | Munique           | 3 de junho de 2024  |
| Recorde olímpico  | William Shaner    | 251.6             | Tóquio            | 25 de julho de 2021 |

## Resultados

### Qualificação
Os oito primeiros atiradores após a qualificação avançam para a final.
| Pos. | Atirador                 | CON                | 1     | 2     | 3     | 4     | 5     | 6     | Total | Notas |
| ---- | ------------------------ | ------------------ | ----- | ----- | ----- | ----- | ----- | ----- | ----- | ----- |
| 1    | Sheng Lihao              | CHN China          | 106.0 | 105.5 | 105.3 | 104.9 | 105.6 | 104.4 | 631.7 | Q     |
| 2    | Julián Gutiérrez         | ARG Argentina      | 105.6 | 107.4 | 104.4 | 105.9 | 104.2 | 104.2 | 631.7 | Q     |
| 3    | Danilo Sollazzo          | ITA Itália         | 105.5 | 105.6 | 105.6 | 104.8 | 105.3 | 104.6 | 631.4 | Q     |
| 4    | Miran Maričić            | CRO Croácia        | 105.4 | 105.7 | 106.1 | 106.6 | 104.8 | 102.7 | 631.3 | Q     |
| 5    | Choe Dae-han             | KOR Coreia do Sul  | 106.1 | 105.6 | 104.8 | 105.9 | 104.5 | 103.9 | 630.8 | Q     |
| 6    | Victor Lindgren          | SWE Suécia         | 105.2 | 105.4 | 105.2 | 105.8 | 104.0 | 105.1 | 630.7 | Q     |
| 7    | Arjun Babuta             | IND Índia          | 105.2 | 105.4 | 105.2 | 105.8 | 104.0 | 105.1 | 630.1 | Q     |
| 8    | Petar Gorša              | CRO Croácia        | 106.2 | 104.9 | 104.7 | 104.4 | 105.4 | 104.2 | 629.8 | Q     |
| 9    | Jon-Hermann Hegg         | NOR Noruega        | 105.2 | 104.5 | 105.2 | 105.6 | 103.9 | 105.2 | 629.6 |       |
| 10   | Edoardo Bonazzi          | ITA Itália         | 103.4 | 104.7 | 106.3 | 104.7 | 105.9 | 104.5 | 629.5 |       |
| 11   | Lucas Kryzs              | FRA França         | 105.4 | 104.1 | 104.9 | 105.6 | 104.1 | 105.3 | 629.4 |       |
| 12   | Sandeep Singh            | IND Índia          | 103.6 | 104.0 | 105.5 | 104.8 | 105.4 | 106.0 | 629.3 |       |
| 13   | Park Ha-jun              | KOR Coreia do Sul  | 104.1 | 106.1 | 103.2 | 105.6 | 104.2 | 106.0 | 629.2 |       |
| 14   | Maximilian Ulbrich       | GER Alemanha       | 104.4 | 103.1 | 106.2 | 105.2 | 105.8 | 104.2 | 628.9 |       |
| 15   | Fathur Gustafian         | INA Indonésia      | 104.1 | 104.0 | 105.1 | 104.1 | 104.8 | 106.6 | 628.7 |       |
| 16   | Jack Rossiter            | AUS Austrália      | 104.6 | 104.0 | 104.3 | 106.3 | 105.1 | 104.2 | 628.5 |       |
| 17   | Zalán Pekler             | HUN Hungria        | 104.9 | 104.7 | 104.5 | 106.1 | 104.7 | 103.5 | 628.4 |       |
| 18   | István Péni              | HUN Hungria        | 102.9 | 105.0 | 105.8 | 103.9 | 105.3 | 105.4 | 628.3 |       |
| 19   | Edson Ramírez            | MEX México         | 104.1 | 103.7 | 106.4 | 104.6 | 104.9 | 104.6 | 628.3 |       |
| 20   | Patrik Jány              | SVK Eslováquia     | 104.6 | 105.6 | 104.2 | 104.5 | 104.8 | 104.3 | 628.0 |       |
| 21   | Islam Satpayev           | KAZ Cazaquistão    | 105.6 | 103.9 | 104.2 | 105.4 | 104.9 | 104.0 | 628.0 |       |
| 22   | Aleksi Leppa             | FIN Finlândia      | 103.9 | 104.8 | 104.4 | 104.6 | 104.4 | 105.7 | 627.8 |       |
| 23   | Jiří Přívratský          | CZE Chéquia        | 106.3 | 104.3 | 105.1 | 104.0 | 103.0 | 105.1 | 627.8 |       |
| 24   | Mohamed Hamdy Abdelkader | EGY Egito          | 104.0 | 104.5 | 105.6 | 104.6 | 104.9 | 104.2 | 627.8 |       |
| 25   | Maciej Kowalewicz        | POL Polônia        | 103.4 | 104.8 | 103.9 | 106.9 | 105.6 | 103.2 | 627.8 |       |
| 26   | Alexander Schmirl        | AUT Áustria        | 104.8 | 104.0 | 104.5 | 104.8 | 104.6 | 105.0 | 627.7 |       |
| 27   | Serhiy Kulish            | UKR Ucrânia        | 105.1 | 104.5 | 104.4 | 104.1 | 104.5 | 104.8 | 627.4 |       |
| 28   | Martin Strempfl          | AUT Áustria        | 105.3 | 104.1 | 105.4 | 104.4 | 103.7 | 104.3 | 627.2 |       |
| 29   | Nyantaigiin Bayaraa      | MGL Mongólia       | 105.1 | 105.6 | 104.8 | 104.6 | 103.5 | 103.4 | 627.0 |       |
| 30   | Dane Sampson             | AUS Austrália      | 104.8 | 104.1 | 104.1 | 105.4 | 104.3 | 104.2 | 626.9 |       |
| 31   | Naoya Okada              | JPN Japão          | 104.9 | 105.4 | 104.9 | 104.4 | 104.5 | 102.7 | 626.8 |       |
| 32   | Konstantin Malinovskiy   | KAZ Cazaquistão    | 103.9 | 105.6 | 104.8 | 105.3 | 104.1 | 102.9 | 626.6 |       |
| 33   | Sergey Richter           | ISR Israel         | 104.0 | 104.4 | 104.7 | 103.8 | 104.2 | 105.3 | 626.4 |       |
| 34   | Ivan Roe                 | USA Estados Unidos | 105.0 | 103.7 | 103.9 | 103.3 | 105.0 | 105.4 | 626.3 |       |
| 35   | Rylan Kissell            | USA Estados Unidos | 103.4 | 103.9 | 104.6 | 106.0 | 104.7 | 103.7 | 626.3 |       |
| 36   | Tomasz Bartnik           | POL Polônia        | 104.5 | 103.8 | 103.6 | 105.2 | 105.9 | 103.1 | 626.1 |       |
| 37   | Lazar Kovačević          | SRB Sérvia         | 103.8 | 103.4 | 104.1 | 104.3 | 105.0 | 104.8 | 625.5 |       |
| 38   | František Smetana        | CZE Chéquia        | 102.9 | 105.4 | 103.7 | 103.7 | 105.0 | 104.8 | 625.5 |       |
| 39   | Ibrahim Korayiem         | EGY Egito          | 103.7 | 104.7 | 103.7 | 106.1 | 103.5 | 103.4 | 625.3 |       |
| 40   | Marcus Madsen            | SWE Suécia         | 103.9 | 102.5 | 105.2 | 104.9 | 104.3 | 104.2 | 625.0 |       |
| 41   | Du Linshu                | CHN China          | 104.1 | 104.1 | 103.9 | 105.4 | 103.5 | 104.0 | 625.0 |       |
| 42   | Ole Martin Halvorsen     | NOR Noruega        | 104.5 | 104.5 | 104.1 | 104.5 | 103.5 | 103.8 | 624.9 |       |
| 43   | Muhammad Robiul Islam    | BAN Bangladesh     | 105.5 | 103.2 | 103.5 | 103.4 | 104.7 | 103.9 | 624.2 |       |
| 44   | Carlos Quezada           | MEX México         | 102.2 | 103.6 | 103.5 | 103.8 | 104.8 | 103.7 | 621.6 |       |
| 45   | Romain Aufrère           | FRA França         | 100.7 | 103.6 | 105.1 | 102.9 | 104.6 | 104.5 | 621.4 |       |
| 46   | Israel Gutiérrez         | ESA El Salvador    | 101.3 | 103.4 | 103.8 | 103.9 | 103.1 | 105.6 | 621.1 |       |
| 47   | Michael Bargeron         | GBR Grã-Bretanha   | 104.3 | 103.1 | 102.6 | 103.5 | 102.7 | 104.5 | 620.7 |       |
| 48   | Tye Ikeda                | CAN Canadá         | 101.1 | 101.2 | 103.5 | 104.2 | 103.7 | 103.7 | 617.4 |       |
| 49   | Koceila Adoul            | ALG Argélia        | 102.4 | 101.3 | 102.9 | 101.9 | 102.9 | 102.0 | 613.4 |       |

### Final
Após a terceira série de tiros, os competidores com as piores pontuações são eliminados em cada série até restarem dois atiradores.
| Pos.              | Atirador         | CON               | 1    | 2     | 3     | 4     | 5     | 6     | 7     | 8     | 9     | Total | Notas            |
| ----------------- | ---------------- | ----------------- | ---- | ----- | ----- | ----- | ----- | ----- | ----- | ----- | ----- | ----- | ---------------- |
| Medalha de ouro   | Sheng Lihao      | CHN China         | 53.4 | 105.8 | 126.5 | 148.2 | 169.8 | 190.2 | 210.5 | 231.1 | 252.2 | 252.2 | Recorde olímpico |
| Medalha de prata  | Victor Lindgren  | SWE Suécia        | 52.5 | 104.6 | 125.6 | 146.4 | 167.6 | 188.7 | 209.3 | 230.5 | 251.4 | 251.4 |                  |
| Medalha de bronze | Miran Maričić    | CRO Croácia       | 52.8 | 105.1 | 125.3 | 146.2 | 167.8 | 189.0 | 209.8 | 230.0 | —     | 230.0 |                  |
| 4                 | Arjun Babuta     | IND Índia         | 52.4 | 105.0 | 126.4 | 146.9 | 167.8 | 188.4 | 208.4 | —     | —     | 208.4 |                  |
| 5                 | Danilo Sollazzo  | ITA Itália        | 52.0 | 104.1 | 124.4 | 145.4 | 166.5 | 187.4 | —     | —     | —     | 187.4 |                  |
| 6                 | Petar Gorša      | CRO Croácia       | 51.8 | 104.8 | 125.8 | 145.7 | 165.6 | —     | —     | —     | —     | 165.0 |                  |
| 7                 | Choe Dae-han     | KOR Coreia do Sul | 51.7 | 103.3 | 124.1 | 145.2 | —     | —     | —     | —     | —     | 145.2 |                  |
| 8                 | Julián Gutiérrez | ARG Argentina     | 51.4 | 102.7 | 122.8 | —     | —     | —     | —     | —     | —     | 122.8 |                  |